# Otto Wichterle

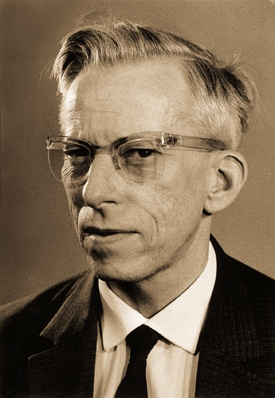
Otto Wichterle

Otto Wichterle (* 27. Oktober 1913 in Proßnitz in Mähren; † 18. August 1998 in Stražisko im Okres Prostějov) war ein tschechischer Chemiker. Er gilt als Erfinder der modernen (weichen) Kontaktlinsen und der Kunstfaser Silon.

## Leben
Wichterle war ein Sohn des Unternehmers und Mitinhabers von Wichterle & Kovářik, Karl Wichterle. Seine Mutter Pravoslava Podivínská war eine Tochter des Politikers und Besitzers des Gutes Kostelec na Hané, Jan Podivínský.
Wichterle studierte an der Chemischen Hochschule der Technischen Universität Prag. Er promovierte 1936 und blieb zunächst an der Universität, bis die Nationalsozialisten 1939 die Hochschule schlossen. Wichterle wechselte in die Forschungsabteilung der Bata-Werke in Zlín, wo er vor allem zur Verarbeitung von Polyamiden und Caprolactamen forschte. 1938 hatte er die Medizinerin Linda Wichterlová (geb. Zahradníková; * 18. August 1917 in Proßnitz; † 24. November 2023) geheiratet, die nach 1945 in Zahnmedizin promovierte und insbesondere nach 1961 seine langjährige Assistentin war. 1941 erfand er mit seinem Team eine Kunstfaser mit dem Namen Silon. Die Erfindung wurde aber zunächst geheim gehalten und gelangte erst zehn Jahre später in die industrielle Produktion. 1942 wurde Wichterle kurzzeitig von der Gestapo inhaftiert.
Nach dem Zweiten Weltkrieg kehrte Wichterle an die Universität zurück, promovierte mit einer Arbeit zur organischen Chemie und schrieb ein grundlegendes Lehrbuch zur anorganischen Chemie. 1952 wurde er zum Dekan des neu gegründeten Instituts für chemische Technologie ernannt, von diesem Posten jedoch 1958 im Zuge einer politischen Säuberungsaktion entfernt.
Bereits ein Jahr später wählte ihn die Tschechoslowakische Akademie der Wissenschaften, der er seit 1955 angehörte, zum Vorstand eines neuen Instituts für makromolekulare Chemie. An diesem Institut setzte er seine Forschungen zur Polymerisation von Lactamen und zur Verarbeitung von hydrophilen Gelen fort. Bereits 1953 hatte er zusammen mit dem Chemiker Drahoslav Lím ein Verfahren zur Herstellung eines weichen Polymers (2-Hydroxyethylmethacrylat, kurz: HEMA) patentieren lassen.

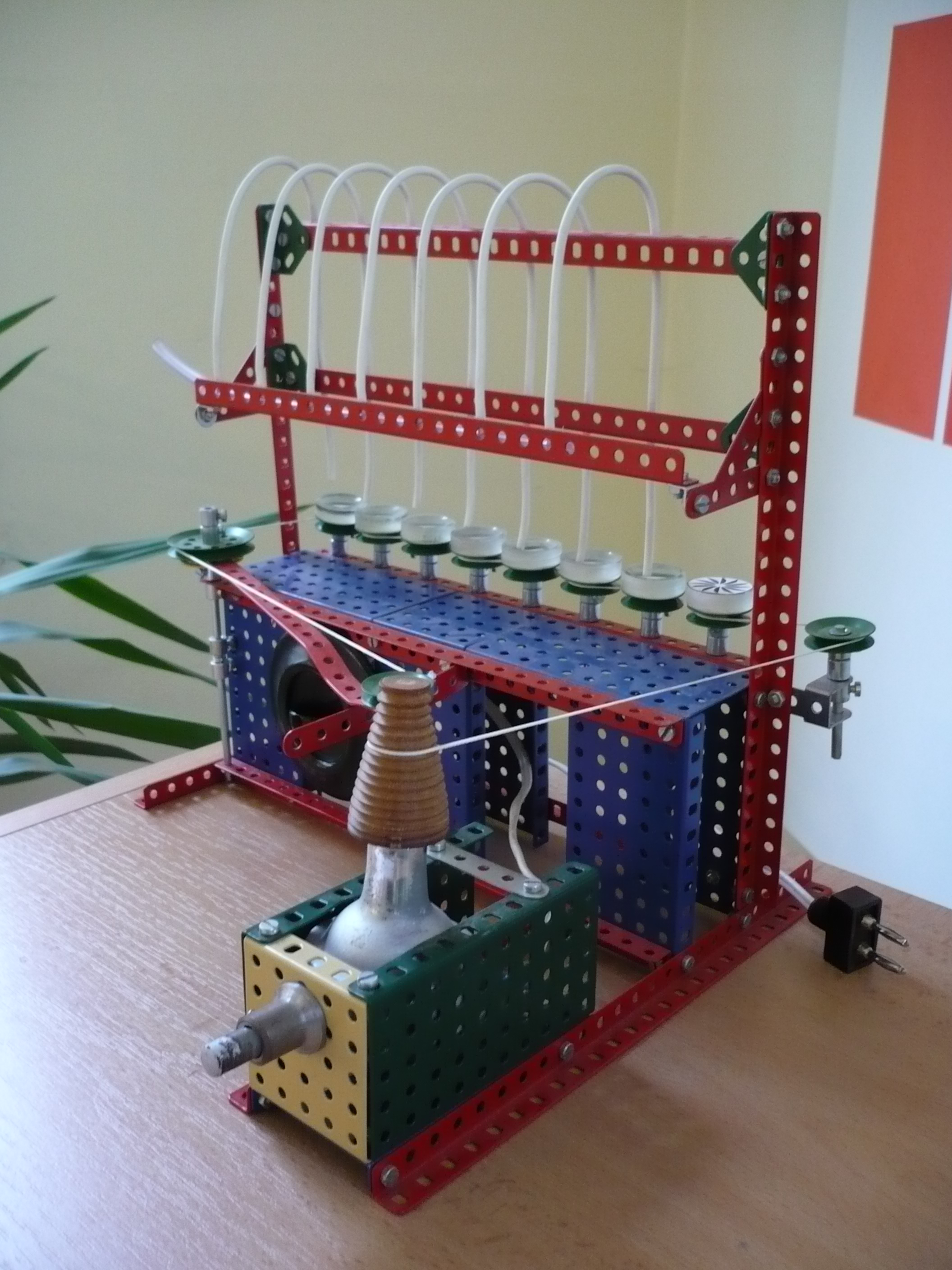
Apparatur aus Merkur

Weil sich der Aufbau des Instituts lange hinzog, musste Wichterle einen großen Teil seiner Experimente zu Hause durchführen. Dort gelang es ihm 1961 mit einer selbstgebauten Apparatur, die er aus dem für Kinder bestimmten Konstruktionsbaukasten Merkur hergestellt hatte, die Produktion von Kontaktlinsen aus Hydrogel. Insgesamt stellte er zu Hause 5 000 Kontaktlinsen her. Die Akademie der Wissenschaften verkaufte die Patente jedoch ohne Wichterles Wissen in die USA.
1970 wurde Wichterle auch von der Leitung dieses Instituts abgesetzt, diesmal aufgrund seiner Rolle bei der Entstehung des Manifest der 2000 Worte, das eine unbedingte Weiterführung der Reformpolitik des Prager Frühlings forderte. Wichterle war am 10. Juli 1968 in den Tschechischen Nationalrat und von diesem Anfang 1969 in die föderale tschechoslowakische Nationalversammlung entsandt worden, hatte sich aber bis Ende 1969 aus allen politischen Funktionen zurückgezogen. Wichterles wissenschaftliche Arbeit wurde in der Folge auch dadurch erschwert, dass ihm Kontakte zu Kollegen, vor allem aus dem Ausland, häufig untersagt wurden. Erst im Zuge der Samtenen Revolution von 1989 wurden Wichterle und seine Frau in vollem Umfang rehabilitiert. Von 1990 bis zur Auflösung der Tschechoslowakei amtierte er als Präsident der Tschechoslowakischen Akademie der Wissenschaften und wurde anschließend zum Ehrenpräsidenten der tschechischen Akademie ernannt.

## Würdigung
- Die 1948 von ihm beschriebene Wichterle-Reaktion wurde nach ihm benannt.
- 1984 erhielt er den R. W. Wood Prize.
- 1993 wurde der Asteroid (3899) Wichterle nach Otto Wichterle benannt.
- Von der Akademie der Wissenschaften wird die Otto-Wichterle-Prämie an junge Wissenschaftler vergeben.[3]
- 2007 erfolgte die Aufnahme in die National Inventors Hall of Fame.[4]